# Tlahuitepec
Tlahuitepec är en ort i Mexiko.   Den ligger i kommunen Iliatenco och delstaten Guerrero, i den sydöstra delen av landet, 280 km söder om huvudstaden Mexico City. Tlahuitepec ligger 1 235 meter över havet och antalet invånare är 426.
Terrängen runt Tlahuitepec är kuperad. Runt Tlahuitepec är det ganska glesbefolkat, med 43 invånare per kvadratkilometer. Närmaste större samhälle är Iliatenco, 9,8 km nordväst om Tlahuitepec. I omgivningarna runt Tlahuitepec växer huvudsakligen savannskog.